# 제5대 하우 자작 윌리엄 하우
제5대 하우 자작 윌리엄 하우(William Howe, 5th Viscount Howe, KB, PC, 1729년 8월 10일 – 1814년 7월 12일)는 미국 독립 전쟁 당시 북아메리카 총사령관을 맡은 것으로 유명한 영국 육군의 장교이다. 하우는 뛰어난 군사 경력을 보유한 삼형제 중 한 명이었다.
1746년 육군에 입대한 하우는 오스트리아 왕위계승전쟁과 7년 전쟁에서 복무했다. 그는 1759년 아브라함 평원 전투에서 영국군을 이끌고 제임스 울프 장군이 그의 군대를 상륙시켜 프랑스군과 교전할 수 있도록 안세오플롱에 위치한 절벽을 점령했다. 하우는 루이스버그 전투, 벨레일레 점령, 아바나 전투 등의 전역에서도 참여했다. 그는 1795년까지 아일오브와이트 총독을 맡았다.
1775년 3월 북아메리카로 파견된 하우는 미국 독립 전쟁이 발발한 직후인 5월에 도착했다. 벙커힐 전투에서 큰 대가를 치르고 승리를 거둔 이후, 하우는 9월에 토마스 게이지의 뒤를 이어 북아메리카 총사령관이 되었다. 하우는 뉴욕 뉴저지 전역과 필라델피아 전역에서 승리를 거두었지만 1777년 계획한 영국군의 전역이 실패로 끝나면서 이는 존 버고인의 새러토가 전역이 실패하는데 기여했다. 하우가 이런 계획을 짜고 같은 해 영국군에게 가져다 준 패배는 그 당시, 그리고 지금까지도 역사적으로 논쟁이 되고 있다.
1776년 승리를 거둔 이후 하우는 바스 훈장을 수여받았지만, 그는 1777년 북아메리카 총사령관 직에서 사임했다. 1778년 그는 영국으로 돌아와 영국 본토 방위에 전념했다. 1758년부터 1780년까지 그는 하원에 있었으며, 1799년 그의 형 리처드가 사망하면서 그는 하우 작위를 물려받았다. 그는 결혼을 했지만 아이가 없었기에, 1814년 그의 죽음 이후 자작 승계는 끊기게 되었다.

## 생애
하우는 1746년, 17살 때 컴벌랜드 공작의 기병 부대에서 소위 자리를 사서 입대했다. 이듬해 오스트리아 왕위 계승 전쟁에서 중위로 플랑드르에서 싸웠다. 전후 제20보병 연대에 들어가 제임스 울프와 친분을 다졌다.

### 7년 전쟁
7년 전쟁 때 임무를 받아 처음으로 미국 땅을 밟았다. 이 전쟁에서는 별로 성과를 올리지 못했지만, 1758년 루이버러 요새 공략전에서는 연대를 지휘하여 수륙 협동 상륙을 성공적으로 이끌었다. 빗발치는 포화 속에 진행된 이 작전에서 측면 공격을 성공시켜 지휘관의 칭찬을 받았다.
하우는 1759년 9월 13일 캐나다의 퀘벡 전투는 울프 소장 밑에서 경보병을 지휘했다. 싸우면서 치닫고 아브라함 평원 진지탈환 작전을 지휘하여 울프의 군대가 싸움 앞에 집결하는 길을 열었다. 이 전공으로 그는 준장으로 승진했다. 잉글랜드 귀국 이전 몬트리올 점령전에서도 제프리 애머스트 장군 밑에서 공훈을 세웠다. 또한 1761년, 프랑스 해안의 벨일 섬 점령에도 종군했다. 또한 1762년의 아바나의 공방전에서는 장군의 부관으로 복무했다.
1758년 하원 의원 선거에서 하우는 노팅엄에서 의원으로 선출되었다. 이때 선거는 특별했다. 1761년 선거와 마찬가지로 60명 이상의 군 출신 장교들이 하원 의원으로 선출되었다. 하우는 대체로 미국 식민지에 동정적이었다. 참을 수 없는 법에 반대했고, 1774년에는 미국에 대한 현역 임무에 저항하는 것을 유권자에게 약속하고 있다. 그러나 1775년에 미국에서 반란이 일어나고 조지 3세의 소집에 따라 영국군을 이끌고 미국의 전장으로 향했다.

### 미국독립전쟁
하우 소장은 보스턴에서 포위된 토마스 게이지 장군을 돕기 위해 지원 병력 4,000명을 이끌고 5월 15일에 보스턴에 도착했다. 게이지는 하우, 존 버고인, 헨리 클린턴과 함께 포위를 뚫을 수 있는 전략을 검토했다. 그 작전으로 보스턴의 고지대를 점령하여 포위를 있는 민병대를 공격했지만, 미국 대륙군은 영국군의 작전을 알고, 6월 16일 밤에 찰스타운 반도 고원 지대를 요새화했다.

#### 벙커 힐
하우는 대륙군의 진지를 대군을 동원하여 정면 공격으로 격파하여 했다. 하우가 상관이었기 때문에 영국군의 지휘를 맡아, 6월 17일의 벙커 힐 전투를 이끌게 되었다. 스스로는 우익을 맡아 목표를 공략할 수 있었지만, 그 대가도 눈을 덮을 정도로 컸다. 영국군은 미국 독립 전쟁의 전투 중에서도 가장 큰 손실을 입고 말았다. 클린턴 장군은 “큰 희생을 치른 승리이다. 다시 이렇게 줄어든다면 우리는 파멸한다”라고 외쳤다.
하우는 전투에서 부상을 입지는 않았지만, 그 전투에서 큰 심경변화를 겪게 된다. 울프 장군의 부관이었던 때는 두려워하지 않는 공격적인 지휘관이었지만, 신중을 기하며 직접 대결을 망설이는 장군이 되었다. 그의 “공공연하게 반기를 들고 있는 것은 식민지 사람 중에서도 소수이며, 영국군의 힘을 보면 무너져 내릴 것이다”고 생각했지만 그러한 믿음이 무너진 것이다. 하우는 본국의 미국 담당 장관 조지 저메인에 보고서를 보내, 19,000명의 증원을 요청하고 첨언을 했다. “증파 요청이 이루어지지 않으면, 이 전쟁은 영국이 영원히 나락에 떨어질 때까지 계속될지도 모른다.” 이 “연약한 6피트의 몸을 가진 (어떤 사람의 말을 빌리면 ‘조잡한’ 얼굴을 가진) 사람이 자신감 부족과 이후 작전을 형인 하우 제독의 의견과 허락에 의존하게 되었다”는 것을 개인적으로 표출했다.

#### 뉴욕 방면작전
1775년 10월 10일, 게이지 중장이 영국으로 소환되자, 그를 대신하여 대륙 파견군 총사령관이 되었다. 이 해 나이트 작위를 받아 윌리엄 경이 되었다. 1776년 4월 사령관 임무는 영구적인 것이 되었다. 그러나 캐나다 퀘벡 주재군은 가이 칼튼 장군의 지휘 체제였다. 하우는 그해 여름, 롱아일랜드의 전투에서 조지 워싱턴을 물리쳤지만, 브루클린 하이츠에 진을 치고 있는 워싱턴 군 전선에 추격 공격을 하자는 작전을 하우가 허락하지 않았기 때문에 워싱턴 대륙군은 밤 사이에 이스트 강을 건너 전략적 철수를 할 수 있었다. 또한 다음날 아침에 낀 안개도 도움이 되었다. 참모였던 클린턴 등이 제안한대로 하우가 가진 총 병력 33,000명으로 브루클린 하이츠를 공격했다면, 워싱턴의 전군을 붙들어 그 자리에서 독립 전쟁은 끝났을지도 모른다. 그러나 하우가 그렇게 하지 못한 것은 이 전쟁에서 가장 큰 결정적인 실수였다고 일반적으로 생각되고 있다. 또한 9월에는 간첩 혐의로 네이선 헤일의 처형을 명령했다.

#### 필라델피아 방면작전
1776년 11월 30일, 하우는 저메인에게 편지를 써서, 10,000명의 병력으로 허드슨 강을 거슬러 올라가 올버니를 점령할 생각이라고 말했다. 하우는 나중에 그 생각을 바꿔 저메인에 올버니 원정은 펜실베니아의 필라델피아를 점령한 후 하겠다고 전했다. 이 편지는 1777년 2월 23일이 되어서야 저메인에게 전달되었다.
하우의 작전은 필라델피아의 남서쪽, 메릴랜드의 헤드 오브 엘크에서 시작되었다. 1777년 9월 1일, 워싱턴은 브랜디 와인 전투에서 브랜디 와인 크리크에 접한 채즈 포드 근처에서 영국군을 저지하려 했다. 하우는 워싱턴 군을 물리치고, 몇 주간 군을 정비하여 필라델피아로 들어갔다. 그러나 3주 후 10월 4일, 워싱턴 군이 저먼타운에서 새벽에 급습하여, 영국군을 궁지로 몰아넣었는데, 그 후에 격퇴되었다.
필라델피아 방면 작전과 동시에 존 버고인 장군은 몬트리올에서 올버니 점령을 목표로 새러토가 방면 작전의 원정대를 이끌고 있었다. 버고인 군은 취소된 뉴욕에서 올버니 원정군과 합류하게 되었다.